# Onirism
Onirism est un jeu vidéo de type action-aventure développé par le studio Crimson Tales.
Premier titre du jeune studio, il est commercialisé en accès anticipé sur la boutique Steam en avril 2019 sur la plateforme Windows,,. L'histoire du jeu propose d'incarner Carol, une jeune fille qui part à la recherche de son doudou. 

## Trame

### Synopsis
Un soir, alors que la petite Carol s’endort paisiblement, une mystérieuse créature surgit d’un portail magique pour lui voler son doudou Bunbun. Carol est loin de se douter qu'en traversant le portail, celui-ci va l'emmener dans un monde rempli de mystères et de dangers. À l'origine du vol de Bunbun se trouve la Corporation : une dangereuse organisation qui vise à uniformiser le monde de Créaria. Comment Carol parviendra-t-elle à triompher de ses adversaires et récupérer son doudou?

### Univers
Le monde d'Onirism prend place dans l'univers de Créaria, un territoire peuplé par différents personnages. Dans les Terres lointaines les Narr sont les habitants des Chutes Chromatiques : ils ont des différends avec la Corporation. En dehors de ces deux factions se trouvent d'autres groupes de créatures telles que les Craporcs, des hommes-grenouilles serpentant le long des territoires. Qu'elles soient amicales ou dangereuses, les créatures que Carol rencontre sur sa route ont pour but de l'aider à découvrir le secret que cache la Corporation.

## Système de jeu

### Généralités
Onirism est un jeu de plates-formes qui inclut du tir à la troisième personne, dans le but de mêler explorations et combats. Le joueur qui incarne Carol peut avoir à sa disposition différents objets qui l'aident à poursuivre son aventure dans le monde de Créaria. Il peut ainsi effectuer différents mouvements comme la course, les roulades, le vol en parapluie ou encore le combat à distance. Chaque décor du jeu abrite différents secrets ainsi que des niveaux bonus. A noter qu'il est également possible d'utiliser différentes tenues qui améliorent le gameplay.

« Les différentes tenues à thème portées par Carol ne sont pas seulement là pour apporter du pep's et faire plaisir aux fashionistas. < Certaines > renferment des capacités spécifiques qui vous seront utiles pour progresser et avancer dans votre quête. »

### Modes de jeu
Onirism comporte différents modes de jeux. Le mode aventure correspond à la campagne solo : il permet de jouer Carol dans une campagne scénarisée. Le mode coopération permet quant à lui de jouer en compagnie d'un second joueur dans l'aventure principale.
En troisième position se trouve le mode survie, qui est similaire au principe d'un survival game. L'idée consiste à survivre un maximum de temps contre des vagues de monstres, avec un tableau de score qui s'affiche à la fin.
L'avant-dernier mode de jeu est le mode versus, dans lequel 4 joueurs peuvent choisir différentes créatures du jeu et les incarner pour s'affronter. Grâce à un système d'écrans partagés il devient alors possible de lancer des combats dans plusieurs arènes de Créaria. Bien que plusieurs arènes proviennent des cartes présentes dans le mode aventure, certaines d'entre-elles sont spécifiques au mode versus et ne se retrouvent pas dans le premier mode. 
Enfin, il existe un mode saisonnier qui propose des modes de jeux s'adaptant aux saisons de l'année. Ces événements saisonniers permettent à quatre personnes de jouer ensemble dans des mécaniques de gameplay différentes des mécaniques traditionnelles. Les événements Spooktown et Gloomlake (sortis respectivement en 2017 et 2018, à l'occasion d'Halloween) et Summer Slime Blast 2 (été 2019) constituent des exemples types de cette catégorie.

## Bande-son

### Doublage
Le doublage a été réalisé sous la direction du collectif Re: Take.
- Anna Lauzeray : Carol
- Frédéric Souterelle : le Professeur
- Athéna Dias : Julie
- Philippe Ariotti : Bobby
- Salomé Granelli : Emily
- Victor Niverd : Prince Blueberry
- Maxime Hoareau : Craporc et autres voix

### Musique
La musique d’Onirism est composée par Charles Phily, dont l’activité sur le jeu débute en janvier 2017.
La bande-sonore utilise des musiques orchestrales, électroniques et ethniques - incluant également plusieurs musiques d’ambiance. Certaines pistes font le choix de mêler rock et metal dans le but de refléter le caractère dynamique des environnements qui composent l'univers du jeu.
Lors du développement, l'équipe se charge de veiller à ce que les musiques puissent refléter le thème de l'univers. En 2018, certaines des premières pistes sont publiées. Le schéma adopté tend à se baser sur un système linéaire. Les musiques sont ainsi créées de façon qu'une boucle musicale se répète en continu, et se superpose à de nouvelles boucles en fonction des différentes actions menées dans le jeu.
Au niveau des thématiques, la bande-sonore cherche quant à elle à superposer l’univers enfantin et naïf du jeu à l’agressivité et la détermination dont fait preuve Carol dans son aventure. Les musiques sont ainsi pensées pour mettre en avant le domaine du rêve et de l’aventure.
Bien que la bande originale sera disponible dans sa totalité lors de la sortie du jeu, une partie est déjà en ligne.

## Développement
C'est en 2015 que le projet d'un jeu d'action-aventure basé sur les jeux-vidéo des années 2000 prend forme. Un groupe d'étudiants, passionné par les jeux qu'ils ont connu il y a quinze ans, souhaite alors terminer un projet de fin d'année commencé dans le cadre de leurs études. Ce projet, basé sur l'histoire d'une petite fille partie à la recherche son doudou, a pour but de reprendre les thèmes des jeux qui ont inspiré leur jeunesse.
En 2017, l'équipe emménage dans un studio à Paris. Composé de 5 personnes, le studio prend le nom de Crimson Tales et commence à participer à des conventions. Très vite, le jeu plaît et séduit les passionnés. En 2018, le studio multiplie les participations et expose à la Japan Expo. Quelques mois plus tard, l'équipe de développement est contactée par Re: Take, un collectif de doubleurs professionnels. Ces derniers, passionnés par le jeu, proposent à l'équipe de s'occuper de la direction du doublage pour donner une voix aux personnages. Le studio accepte.
En 2019, le groupe connaît plusieurs départs ainsi que de nouveaux membres. Le 26 avril, après plusieurs semaines de report et une participation à l'Indie Game Nation, le jeu est commercialisé sur Steam. Plusieurs centaines de clés sont vendues sur la plateforme. Après une seconde participation à la Japan Expo, c'est en juillet que le studio commence à enregistrer une première session de doublage avec la collaboration de Re: Take. En 2020, le jeu est nommé aux Ping Awards, une cérémonie qui vise à récompenser les meilleurs jeux vidéo français. Deux catégories sont retenues : meilleur jeu vidéo indépendant et meilleure musique de jeu vidéo. Les résultats seront annoncés le 26 mars.
Unity est le moteur 3D qui est utilisé pour concevoir le jeu. C#, le langage de programmation.